# NGC 3222
NGC 3222 é uma galáxia lenticular (SB0) localizada na direcção da constelação de Leo. Possui uma declinação de +19° 53' 12" e uma ascensão recta de 10 horas, 22 minutos e 34,4 segundos.